# 호엔촐레른가
호엔촐레른 가(독일어: Haus Hohenzollern)는 브란덴부르크 선제후, 프로이센 왕, 독일 황제(프랑켄계), 호엔촐레른 공국의 통치자와 루마니아의 왕(슈바벤계)을 배출한 가문을 말한다. 가문은 본래 슈바벤의 귀족 출신이다.

## 역사
1191년에 촐레른의 백작인 프리드리히 3세가 프랑켄 지역으로 세력을 확장하였는데, 이후 그의 영지는 그의 두 아들에게 분할 상속되었다. 따라서 호엔촐레른가는 프랑켄계(호엔촐레른 본가)와 슈바벤계(지크마링겐 가)로 구별되었다.
프랑켄계의 콘라트는 프랑켄지역을 중심으로 뉘른베르크와 바이로이트, 안스바흐 등의 지역을 통치하였다. 1415년에는 프리드리히가 신성로마제국의 황제인 지기스문트에게 충성을 맹세하고 오스만 제국을 격파한 공으로 새로운 영지인 브란덴부르크를 상속받고 브란덴부르크 선제후가 되었으며, 이후 프로이센의 왕위를 획득하였다, 1871년 이후에는 독일 제국의 황제도 겸해 1918년까지 계속되었다.
이와 달리 슈바벤계가 통치하는 독일 남서부의 공국들은 독일 내의 작은 영방(領邦) 국가들로 존재하였고, 1849년에 호엔촐레른지크마링겐과 호엔촐레른헤칭겐 두 공국은 프로이센에 흡수된다. 하지만 호엔촐레른지크마링겐 공국의 마지막 군주 카를 안톤의 차남 카를이 루마니아 왕국의 국왕이 된다. 이 왕조는 1947년에 루마니아에서 스탈린주의자들이 정권을 잡을 때까지 계속되었다. 한편 호엔촐레른헤칭겐 가문은 1869년에 단절되었다.
2011년 5월 11일, 루마니아의 국왕인 미하이 1세는 그의 사위인 라두 두다의 전 이름 "호엔촐레른베링겐"을 둘러싸고 독일의 호엔촐레른지크마링겐 본가 친척들이 낸 소송 때문에, 호엔촐레른지크마링겐 왕가와 모든 왕조적, 역사적 연계를 끊고, 그의 가문 이름을 "로므니아 왕가(Familia Regală a României)"로 바꾸었으며, 그와 그의 가족들은 호엔촐레른지크마링겐 가문의 모든 작위들을 포기하였다.

## 프랑켄계

### 촐레른 백작
- 부르크하르트(~1061년)
- 프리드리히 1세(~1125년)
- 프리드리히 2세(1125-1142년), 프리드리히 1세의 첫째 아들
- 부르크하르트 2세(1142년-1155년), 프리드리히 1세의 둘째 아들
- 고드프루아(1155년-1160년), 프리드리히 1세의 넷째 아들
- 프리드리히 3세{프리드리히 2세의 아들, 1191년부터 뉘른베르크의 성백(城伯) 겸임}

### 뉘른베르크 백작
- 프리드리히 1세(3세) (1192년-1204년), 촐레른 백작 프리드리히 3세
- 프리드리히 2세(또는 3세), (1204년-1218년), 프리드리히 1세의 아들, 촐레른 백작으로는 프리드리히 4세
- 콘라트 3세(1218년-1262년), 프리드리히 1세의 아들, 프리드리히 2세의 동생
- 프리드리히 3세(1262년-1297년), 콘라트 3세의 아들
- 요한 1세(1297년-1300년), 프리드리히 3세의 아들
- 프리드리히 4세(1300년-1332년), 프리드리히 3세의 아들, 요한 1세의 동생
- 요한 2세(1332년-1357년), 프리드리히 4세의 아들
- 프리드리히 5세(1357년-1398년), 요한 2세의 아들
- 요한 3세(1398년-1420년), 프리드리히 5세의 아들
- 프리드리히 6세(1420년-1427년), 프리드리히 5세의 아들, 요한 3세의 동생, 1415년 브란덴부르크 선제후

### 브란덴부르크 선제후
- 프리드리히 1세(1415년~1440년), 1420년부터 뉘른베르크 백작직 상속
- 프리드리히 2세(1440년~1470년), 1세의 아들
- 알브레히트 3세 아킬레스(1470년~1486년), 프리드리히 2세의 아들
- 요한 치체로(1486년~1499년), 알브레히트 3세 아킬레스의 아들
- 요아힘 1세 네스토르(1499년~1535년), 요한 키케로의 아들
- 요아힘 2세 헥토어(1535년~1571년), 요아힘 1세의 아들
- 요한 게오르크(1571년~1598년), 요아힘 2세의 아들
- 요아힘 3세 프리드리히(1598년~1608년), 요한 게오르크의 아들
- 요한 지기스문트(1608년~1619년), 요아힘 3세 프리드리히의 아들
- 게오르크 빌헬름 (1619년-1640년), 요한 지기스문트의 아들

### 안스바흐 백작
- 프리드리히 6세(1398년~1440년), 1415년 브란덴부르크 선제후
- 알브레히트 3세 아킬레스(1440년~1486년), 1470년 브란덴부르크 선제후, 프리드리히 6세의 손자, 선제후 프리드리히 2세의 아들
- 프리드리히 1세(1486년~1515년), 알브레히트 3세 아킬레스의 아들
- 게오르크(1515년~1543년), 프리드리히 1세의 아들, 알브레히트 3세 아킬레스의 손자, 그의 둘째딸 사비나는 요한 게오르크(브란덴부르크 선제후)와 결혼
- 게오르크 프리드리히(1543년~1603년), 게오르크의 아들
- 요아힘 에른스트(1603~1625년), 선제후 요한 게오르크의 아들, 요아힘 3세 프리드리히의 배다른 동생, 단 사비나의 아들은 아님.
- 프리드리히 3세(1625~1634년), 요아힘 에른스트의 아들
- 알베르트 2세(1634~1667년), 요아힘 에른스트의 아들
- 요한 프리드리히(1667년~1686년), 알베르트 2세의 아들
- 크리스티안 알베르트(1686~1692년), 요한 프리드리히의 아들
- 게오르크 프리드리히 2세(1692~1703년), 요한 프리드리히의 아들, 크리스티안 알베르트의 동생
- 빌헬름 프리드리히(1703년~1723년), 요한 프리드리히의 아들, 크리스티안 알베르트와 게오르크 프리드리히 2세의 이복 동생
- 카를 빌헬름 프리드리히(1723년~1757년), 빌헬름 프리드리히의 아들
- 크리스티안 프리드리히(1757년~1791년), 카를 빌헬름 프리드리히의 아들

### 프로이센 공작
- 알브레히트 1세 (1525년-1568년), 안스바흐의 프리드리히 5세의 아들, 알브레히트 3세 아킬레스의 손자
- 알브레히트 프리드리히 (1568년-1618년)

### 브란덴부르크퀴스트린의 후작
- 요한(1535년~1571년) 브란덴부르크 선제후 요아힘 1세 네스토르의 아들, 사위인 게오르그 프리드리히에게 상속

요한의 둘째 사위는 선제후 요아힘 3세 프리드리히로, 1570년에 결혼했으며 요한의 형 요아힘 2세 헥토르의 손자였다.

### 크르노프 공작
- 게오르크 1541~1543년, 안스바흐의 공작(1515~1543년), 안스바흐 공작 프리드리히의 아들, 브란덴부르크 선제후 알브레히트 3세 아킬레스의 손자
- 게오르크 프리드리히 1543~1603년
- 요아힘 프리드리히 1603년~1608년, 브란덴부르크 선제후 요아힘 프리드리히
- 요한 게오르크 1608~1621년, 요아힘 프리드리히의 아들, 선제후 요한 게오르크의 손자

1621년 신성로마제국령으로 편입됨

### 슈베트 후작
- 필리프 빌헬름(1688년~1711년), 브란덴부르크 선제후 프리드리히 빌헬름의 아들, 프로이센 왕 프리드리히 1세의 이복 동생
- 프리드리히 빌헬름 2세(1711년~1771년), 필리프 빌헬름의 아들
- 프리드리히 하인리히(1771년~1781년), 필리프 빌헬름의 아들, 프리드리히 빌헬름 2세의 동생

1788년 프리드리히 하인리히가 아들 없이 죽었으므로, 사촌 형인 프로이센 왕 프리드리히 빌헬름 1세의 손자 프로이센 왕 프리드리히 빌헬름 2세에게 상속.

### 프로이센 공작 및 브란덴부르크 선제후(選諸侯)
- 게오르크 빌헬름 (1619년-1640년), 요한 지기스문트의 아들, 프로이센 공작 알브레히트 프리드리히의 딸 안나의 남편
- 프리드리히 빌헬름 (1640년-1688년)
- 프리드리히 3세 (1688년-1701년), 1701년 국왕으로 즉위

### 프로이센 국왕 및 브란덴부르크 선제후
- 프리드리히 1세 (1701년-1713년), 프로이센 공작 겸 선제후 프리드리히 3세
- 프리드리히 빌헬름 1세(1713년-1740년)
- 프리드리히 대왕 (1740년-1786년)
- 프리드리히 빌헬름 2세 (1786년-1797년)
- 프리드리히 빌헬름 3세 (1797년-1840년)
- 프리드리히 빌헬름 4세 (1840년-1861년)
- 빌헬름 1세 (1861년-1871년)

### 독일 제국 황제 및 프로이센 왕
- 빌헬름 1세 (1871년-1888년)
- 프리드리히 3세 (1888년)
- 빌헬름 2세 (1888년-1918년)

### 호엔촐레른가 수장
- 빌헬름 2세 (1918년-1941년)
- 독일 황태자 빌헬름 (1941년-1951년)
- 루이스 페르디난트 폰 프로이센(1951년~1994년)
- 게오르크 프리드리히 폰 프로이센(1994년-현재)

## 슈바벤계

### 촐레른 백작 및 호엔촐레른 후작
- 프리드리히 4세 (1204년-?), 뉘른베르크 백작으로는 프리드리히 2세, 촐레른 백작 프리드리히 3세의 아들
- 프리드리히 5세 (?-1289년)
- 프리드리히 6세 (1289년-1298년)
- 프리드리히 7세 (1298년 1309년)
- 프리드리히 8세 (1309년-1333년)
- 프리드리히 9세 (1333년-1377년)
- 프리드리히 11세 (1377년-1401년)
- 프리드리히 12세 (1401년-1426년)
- 아이텔 프리드리히 1세 (1426년-1439년)
- 좁스트 니콜라스(1439년-1488년)
- 아이텔 프리드리히 2세 (1488년-1512년)
- 아이텔 프리드리히 3세 (1512년-1525년)
- 카를 1세 (1525년-1575년)
- 카를 2세 (1576년-1606년)
- 요한 (1606년-1623년)

### 호엔촐레른하이게르로흐 백작
- 카를 1세 (1558년-1575년), 호엔촐레른 후작 카를 1세(1525년-1575년)
- 크리스토프(1575년~1601년), 호엔촐레른 후작 카를 1세의 아들, 카를 2세의 동생
- 요한 크리스토프(1601~1623년), 크리스토프의 아들
- 카를(1601~1630년), 크리스토프의 아들, 요한 크리스토프의 동생
- 요한 (1630년-1638년), 호엔촐레른지크마링겐의 요한, 카를 1세의 손자이자, 백작 크리스토프의 조카
- 마인라트 1세(1638년~1681년), 호엔촐레른지크마링겐의 마인라트 1세
- 프란츠 안톤(1681년~1702년), 마인라트 1세의 아들
- 페르디난트 레오폴트(1702년~1712년), 프란츠 안톤의 아들
- 마인라트 2세(1712년-1715년), 마인라트 1세의 손자이며 막시밀리안의 아들, 프란츠 안톤의 조카
- 페르디난트 레오폴트(1715년~1750년), 프란츠 안톤의 아들, 복귀
- 프란츠 크리스토프 안톤(1750년~1767년), 프란츠 안톤의 아들, 페르디난트 레오폴트의 동생
- 요제프 프란츠 에른스트(1767년-1769년), 마인라트 2세의 아들

프란츠 크리스토프 안톤이 후계자 없이 사망하여 영지는 호엔촐레른지크마링겐에 병합됨

### 호엔촐레른헤힝겐 백작
1575년 카를 1세 사후 호엔촐레른 영지를 호엔촐레른-지크마링겐과 호엔촐레른-헤힝겐으로 분할하고 장남인 아이텔 프리드리히 4세는 헤힝겐을 차지했다.
- 아이텔 프리드리히 4세(1576년~1605년), 카를 1세의 아들, 지크마링겐 후작 카를 2세의 형
- 요한 게오르크(1605년~1623년), 아이텔 프리드리히 4세의 아들
- 아이텔 프리드리히 5세(1623년-1661년), 요한 게오르크의 아들
- 필리프 크리스토프 프리드리히(1661년-1671년), 요한 게오르크의 아들
- 프리드리히 빌헬름(1671년-1735년), 필리프 크리스토프의 아들
- 프리드리히 루트비히(1735년~1750년), 프리드리히 빌헬름의 아들
- 요제프 프리드리히 빌헬름(1750년-1798년), 프리드리히 루트비히의 사촌, 필리프 크리스토프의 손자이자 헤르만의 아들
- 헤르만(1798년-1810년), 필리프 크리스토프의 증손 헤르만의 아들 프란츠의 아들, 요제프 프리드리히 빌헬름의 조카
- 프리드리히 헤르만(1810년-1838년), 헤르만의 아들
- 콘스탄틴(1838년-1850년), 프리드리히 헤르만의 아들

1850년 프로이센에 병합됨

### 호엔촐레른지크마링겐 후작
1575년 카를 1세 사후 호엔촐레른 영지를 호엔촐레른-지크마링겐과 호엔촐레른-하칭겐으로 분할하고 차남인 아이텔 카를 2세는 하칭겐을 차지했다.
- 카를 2세(1576년~1623년), 호엔촐레른 백작 카를 2세, 호엔촐레른 백작 카를 1세의 아들
- 요한 (1623년-1638년), 카를 2세의 아들
- 마인라트 1세(1638년-1681년), 요한의 아들
- 막시밀리안 1세(1681년-1689년), 마인라트 1세의 아들
- 마인라트 2세(1689년-1715년), 막시밀리안 1세의 아들, 1702년-1715년 하이게르호르 백작
- 요제프 프란츠 에른스트(1715년-1769년), 마인라트 2세의 아들
- 카를 프리드리히(1769년-1785년), 요제프 프란츠 에른스트의 아들
- 안톤 알로이스(1785년-1831년), 카를 프리드리히의 아들
- 카를(1831년-1848년), 안톤 알로이스의 아들
- 카를 안톤(1848년-1849년), 카를의 아들

### 호엔촐레른지크마링겐가 수장
- 카를 안톤 (1849년-1869년)

### 호엔촐레른헤힝겐가 수장
- 콘스탄틴 (1850년-1869년)

아들 없이 사망하여, 당시 생존자중 가장 가까운 친척인 카를 안톤에게 지위가 승계됨. 카를 안톤은 콘스탄틴의 16촌 형뻘 되는 안톤 알로이스의 손자임

### 호엔촐레른가 수장
- 카를 안톤 (1869년-1885년), 호엔촐레른지크마링겐의 수장이자 1869년 호엔촐레른헤힝겐의 마지막 백작 콘스탄틴이 아들이 없이 죽었으므로 헤힝겐가의 상속권도 계승했다.
- 레오폴트 (1885년-1905년), 카를 안톤의 아들, 루마니아의 왕이 된 카롤 1세의 형
- 빌헬름 (1905년-1927년)
- 프리드리히 (1927년-1965년)
- 프리드리히 빌헬름 (1965년-2010년)
- 카를 프리드리히 (2010년-)
- 알렉산더 (후계자)

### 루마니아 국왕
- 카롤 1세 (1881년~1914년) : 카를 안톤의 차남
- 페르디난드 1세 (1914년~1927년)
- 미하이 1세 (1927년~1930년) : 카롤 2세가 돌아와 국왕에 즉위해 왕세자가 되면서 퇴위.
- 카롤 2세 (1930년~1940년)
- 미하이 1세 (1940년~1947년) : 카롤 2세의 독재 정치가 끝나자 다시 왕이 된다.

#### 루마니아 왕가의 수장
- 미하이 1세 (1947년-2017년) : 루마니아 군주제 폐지
- 마르가레타 데 로므니아 (후계자)

## 같이 보기
- 독일의 군주
- 프로이센
- 루마니아